# Bill Bryson
William McGuire Bryson vagy Bill Bryson (Des Moines, Iowa, 1951. december 8. –) amerikai író, tudományos ismeretterjesztő, humorista. Az amerikai születésű Bryson élete jelentős részét Angliában töltötte. 1995-ben vált ismertté, amikor megjelent angliai utazásairól szóló könyve, a Notes from a Small Island, aminek nyomán 1998-ban tévésorozat is készült. 2003-ban jelent meg bestseller tudományos ismeretterjesztő könyve a A Short History of Nearly Everything (magyarul Majdnem minden rövid története címmel jelent meg 2006-ban). Bryson 2005 és 2011 között a Durhami Egyetem kancellárja volt.

## Élete
Bill Bryson Iowa állam fővárosában, Des Moines-ban született 1951. december 8-án, William Bryson sportriporter és Agnes Mary Bryson (lánykori nevén McGuire) gyerekeként. Egy bátyja és egy nővére volt. Gyermekkoráról és az 1950-es, 60-as évek Amerikájáról Bryson 2006-os The Life and Times of the Thunderbolt Kid c. könyvében ír részletesen.
Két évig járt a Des Moines-i Drake Egyetemre, de két év után, 1972-ben félbehagyta tanulmányait és hátizsákos turistaként Európát járta négy hónapon át. A következő évben újból Európát járta, ezúttal középiskolai barátja kíséretében, akit Stephen Katz álnéven mutatott be. Ekkori tapasztalatairól a 20 évvel később, európai körútjáról írt könyvében (Neither Here Nor There: Travels in Europe) számolt be.
1973-ban ápolói munkát vállalt egy angol kisváros, Virginia Waters pszichiátriai klinikáján. Itt ismerkedett meg Cynthia Billen nővérrel, leendő feleségével. 1975-ben visszatértek az Egyesült Államokba, ahol Bryson befejezte egyetemi tanulmányait, de 1977-ben ismét Angliába költöztek, ahol Bryson újságíróként dolgozott. Egy ideig a The Times gazdasági részének volt a tördelőszerkesztője, majd a The Independent üzleti részének helyettes belügyi szerkesztője. 1987-ben felhagyott az újságírással, egy észak-yorkshire-i kis faluban telepedtek le és független írói pályába kezdett.
1995-ben Bryson családjával együtt az Egyesült Államokba költözött, a New Hampshire állambeli Hanoverbe. Visszaköltözési megpróbáltatásairól angol lapokba írt humoros esszéket, melyeket összegyűjtve 1999-ben jelentetett meg (Notes from a Big Country; Amerikában I'm a Stranger Here Myself címmel adták ki). Bryson (régi barátjával "Stephen Katz"-cal együtt) megkísérelte végigjárni az Egyesült Államok első hosszútávú túraútvonalát, a 3500 km-es Appalachian Trail-t, de egy jelentős részének bejárása után felhagyott vele és próbálkozásáról (valamint az útvonal és az érintett tájak történetéről, földrajzáról) az A Walk in the Woods címmel írt könyvet. 2003-ban Bryson és családja visszatelepült az Egyesült Királyságba.
A 2003-ban megjelent az A Short History of Nearly Everything című művéért a következő évben megkapta a legjobb ismeretterjesztő könyvnek járó Aventis-díjat. A könyv 2005-ben elnyerte az EU tudományos kommunikációért járó Descartes-díját. Magyarul Majdnem minden rövid története címmel jelent meg 2006-ban.
Bill Bryson az angol nyelv történetéről is írt népszerűsítő könyveket: The Mother Tongue: English and How It Got That Way (1990), Made in America (1994) és Bryson's Dictionary of Troublesome Words (2002).

## Díjai

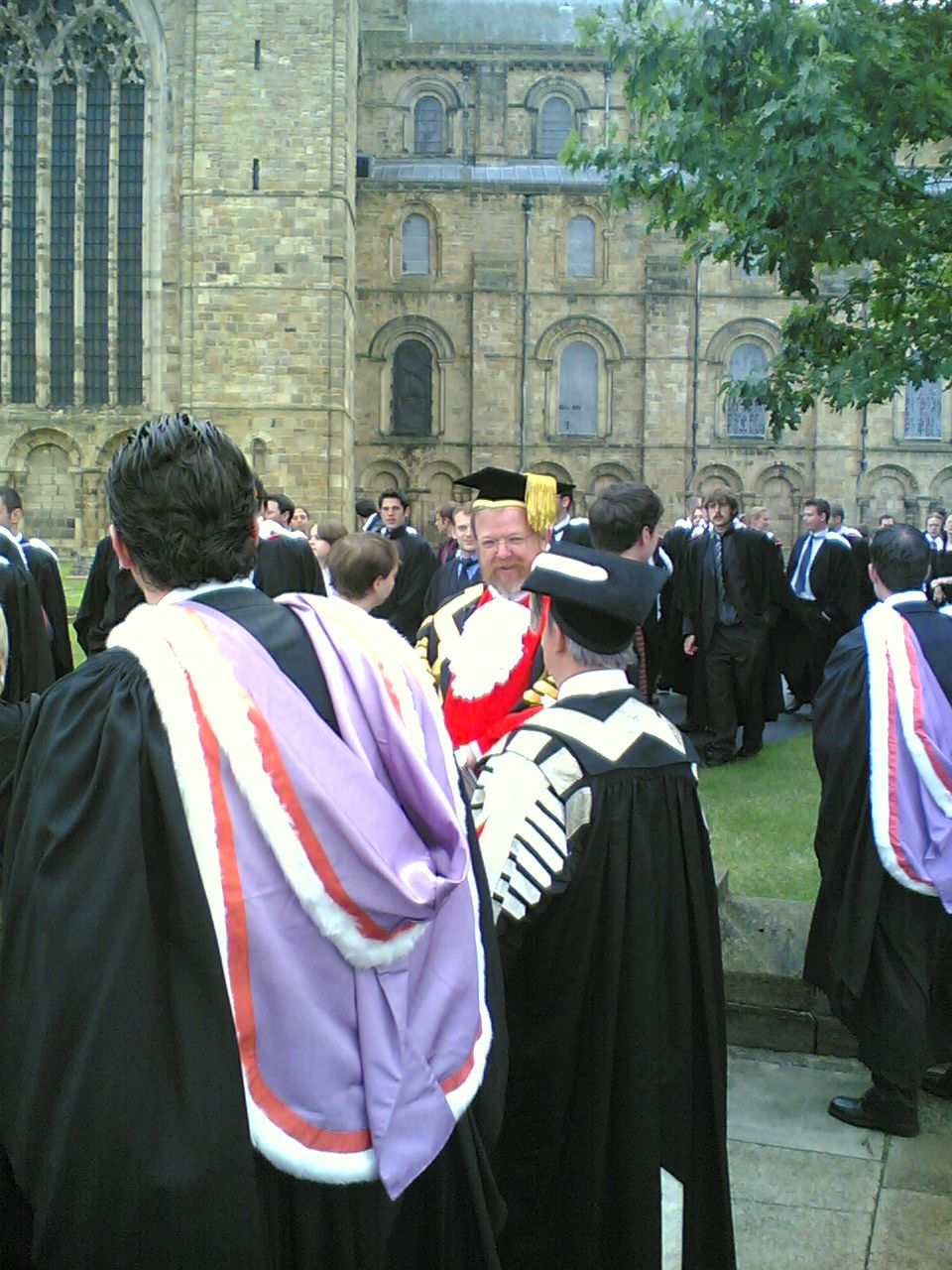
Bryson a Durham Egyetem kancellárjaként

2005-ben Bill Brysont nevezték ki a Durham Egyetem kancellárjává (az elhunyt Peter Ustinov helyett). Ugyanebben az évben megkapta a brit Royal Society of Chemistry díját a kémiai tudományok népszerűsítéséért, majd közösen létrehozták a Bill Bryson-díjat a diákok tudományos írásainak támogatására.
2006-ban Des Moines polgármestere, Frank Cownie átnyújtotta neki a város kulcsait és 2006. október 21-ét Bill Bryson-nappá nyilvánította. Ugyanebben az évben irodalmi munkásságáért tiszteletbeli Brit Birodalmi Érdemrendet kapott (tiszteletbelit, mert nem olyan állam polgára, amelyiknek az angol királynő az államfője).
2007-ben elnyerte a Golden Eagle-díjat és a Dublini Egyetem James Joyce-díját. Ugyanebben az évben őt választották a "Védjük meg a vidéki Angliát"-kampány (Campaign to Protect Rural England) elnökévé.
2012-ben a King's College London díszdoktorává avatta. Az év novemberében a Durham Egyetem a kancellári posztról leköszönő Bryson után könyvtárát Bill Bryson Library-nak nevezte el.
2013-ban első nem-britként a Royal Society tiszteletbeli tagjává választották.

## Művei

### Útleírás
- The Palace under the Alps and Over 200 Other Unusual, Unspoiled and Infrequently Visited Spots in 16 European Countries (1985)
- The Lost Continent: Travels in Small-Town America (1989)
- Neither Here nor There: Travels in Europe (1991)
- Notes from a Small Island (1995). (1998-ban televízióra adaptálták) (magyarul: Jegyzetek egy kis szigetről (2002))
- A Walk in the Woods: Rediscovering America on the Appalachian Trail (1998)
- Notes from a Big Country (UK) / I'm a Stranger Here Myself (USA) (1999) (magyarul: Jegyzetek egy nagy országról (2002))
- Down Under (UK) / In a Sunburned Country (USA) (2000)
- Bill Bryson's African Diary (2002) (jogdíját felajánlotta a CARE International segélyszervezet részére)
- Walk About (2002) (a Down Under és az A Walk in the Woods egy kötetben)
- The Road to Little Dribbling, More Notes from a Small Island (2015)

### Nyelvészet
- The Penguin Dictionary of Troublesome Words (1984)
- Made in America (UK) / Made in America: An Informal History of the English Language in the United States (USA) (1994)
- The Mother Tongue: English and How It Got That Way (USA) / Mother Tongue: The English Language (UK) (1990) (a BBC Radio 4 rádióra adaptálta)
- Bryson's Dictionary of Troublesome Words (2002) (magyarul: Bajos szavak (2013)
- Bryson's Dictionary for Writers and Editors (2008)

### Ismeretterjesztés
- A Short History of Nearly Everything (2003) (magyarul: Majdnem minden rövid története (2006))
- A Really Short History of Nearly Everything (2008) (a 2003-as könyv gyerekverziója)
- On the Shoulders of Giants (szerkesztő, 2009)
- Seeing Further: The Story of Science, Discovery and the Genius of the Royal Society (szerkesztő, 2010)

### Életrajz
- Shakespeare: The World as Stage (2007) (magyarul: Shakespeare: Az egész világ színház (2013))
- The Life and Times of the Thunderbolt Kid (2006)

### Történelem
- Icons of England (2008)
- At Home: A Short History of Private Life (2010) (magyarul: Otthon, a magánélet rövid története (2012))
- One Summer: America 1927 (2013)

## Magyarul
- Jegyzetek egy nagy országról; ford. Pék Zoltán; Európa, Budapest, 2002
- Jegyzetek egy kis szigetről; ford. Pék Zoltán; Európa, Budapest, 2002
- Majdnem minden rövid története; ford. Erdeős Zsuzsanna; Akkord, Budapest, 2006
- Otthon. A magánélet rövid története; ford. Erdeős Zsuzsanna; Akadémiai, Budapest, 2012
- Bajos szavak. Angol nyelvhasználat, avagy minden, amivel a szerző nem igazán volt tisztában egészen a közelmúltig; ford. Pék Zoltán; Akadémiai, Budapest, 2013
- Shakespeare. Az egész világ színház; ford. Erdeős Zsuzsanna; Akadémiai, Budapest, 2013
- Egyik lábam itt... Utazások Európában; ford. Pék Zoltán; Akadémiai, Budapest, 2014
- Hátizsákkal a vadonban; ford. Pék Zoltán; Akadémiai, Budapest, 2015
- A test. Útmutató azoknak, akik használják; ford. Pécsi Tibor; Akkord, Budapest, 2019
- Szédült angolok, kerge marhák. Újabb jegyzetek egy kis szigetről; ford. Pék Zoltán; Akkord, Budapest, 2021

## Fordítás
- Ez a szócikk részben vagy egészben  a   Bill Bryson című angol Wikipédia-szócikk ezen változatának fordításán alapul.  Az eredeti cikk szerkesztőit annak laptörténete sorolja fel. Ez a jelzés csupán a megfogalmazás eredetét és a szerzői jogokat jelzi, nem szolgál a cikkben szereplő információk forrásmegjelöléseként.